# Petit Thérain
Pour les articles homonymes, voir Thérain (homonymie).
Le Petit Thérain est une rivière française coulant dans le département de l'Oise, en région Hauts-de-France, et un affluent gauche du Thérain, donc un sous-affluent de la Seine par l'Oise.

## Géographie
Le Petit Thérain est un cours d'eau de Hauts-de-France. De 21 km de longueur, il naît sur le territoire de la commune d'Omécourt et prend son lit dans la commune de Thérines. La rivière a une orientation générale allant du nord-ouest vers le sud-est. Elle conflue avec le Thérain (rive gauche) à Milly-sur-Thérain, localité située à 10 kilomètres en amont de Beauvais.

### Communes traversées

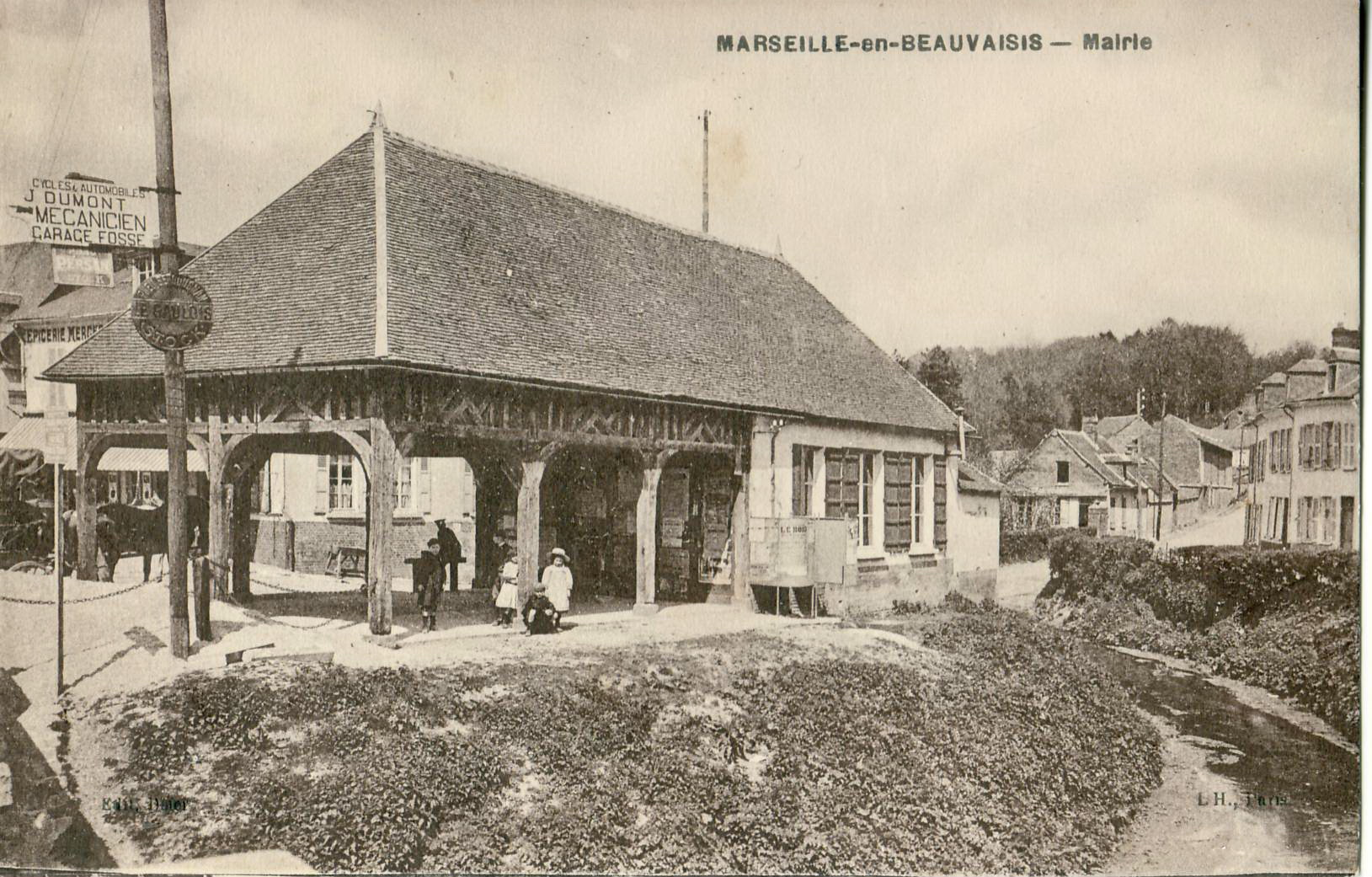
Le Petit Thérain devant l'ancienne mairie de Marseille-en-Beauvaisis.

Le Petit Thérain traverse les communes de Omécourt, Saint-Deniscourt, Thérines, Roy-Boissy, Marseille-en-Beauvaisis, Achy, Saint-Omer-en-Chaussée et Milly-sur-Thérain, toutes situées dans le département de l'Oise.

## Affluents
Le Petit Thérain a trois affluents référencés :
- le ruisseau de l'Herperie (rg[note 1]), 6 km qui conflue à Saint-Omer-en-Chaussée
- le ru de l'Herboval (rg), 2 km
- le cours d'eau 01 du Lannoy (rg), 1 km

### Rang de Strahler
Donc le rang de Strahler du Petit Thérain est de deux.

## Hydrologie
Son régime hydrologique est dit pluvial océanique.

### Le Petit Thérain à Saint-Omer-en-Chaussée
Le débit moyen annuel ou module du Petit Thérain, observé durant une période de 41 ans (de 1968 à 2008), à Saint-Omer-en-Chaussée, localité située peu avant son confluent avec le Thérain à dix kilomètres en amont de Beauvais, est de 1,63 m3/s pour une surface de bassin de 212 km2.
Le Petit Thérain présente des fluctuations saisonnières de débit extrêmement modérées. La période de hautes eaux se déroule au printemps et est caractérisée par des débits mensuels moyens allant de 1,75 à 1,80 m3/s, de février à mai inclus (avec un maximum en avril). Dès mai le débit diminue très doucement pour aboutir à la période des basses eaux qui a lieu d'août à novembre inclus, avec une baisse du débit moyen mensuel allant jusqu'à 1,40 et 1,41 m3/s aux mois de septembre et d'octobre, ce qui est encore franchement abondant, pour un petit cours d'eau. Cependant les fluctuations de débit peuvent être plus importantes d'après les années et sur des périodes plus courtes.

### Étiage ou basses eaux
À l'étiage le VCN3 peut baisser jusque 0,830 m3/s, en cas de période quinquennale sèche, soit 830 litres par seconde, ce qui est abondant et très loin de s'approcher d'un état de sécheresse.

### Crues
Les crues sont très peu importantes. Les QIX 2 et QIX 5  valent respectivement 2,6 et 3,4 m3/s. Le QIX 10 est de 4 m3/s, le QIX 20 de 4,5 m3/s, tandis que le QIX 50 se monte à 5,2 m3/s.
Le débit instantané maximal enregistré à Saint-Omer-en-Chaussée durant cette période, a été de 5,35 m3/s le 7 avril 2001, tandis que le débit journalier maximal enregistré était de 5,01 m3/s le même jour. Si l'on compare la première de ces valeurs à l'échelle des QIX de la rivière, l'on constate que cette crue était plus que d'ordre cinquantennal, c'est-à-dire tout à fait exceptionnelle.

### Lame d'eau et débit spécifique
Au total cependant, le Petit Thérain est une rivière assez abondante, plus que la plupart de ses voisines du nord-ouest du bassin de la Seine et du bassin occidental de l'Oise plus particulièrement. La lame d'eau écoulée dans son bassin versant est de 243 millimètres annuellement, ce qui est certes quelque peu inférieur à la moyenne de la France, tous bassins confondus, mais équivalent à la moyenne du bassin de la Seine (plus ou moins 240 millimètres/an). Le débit spécifique de la rivière (ou Qsp) atteint de ce fait le chiffre de 7,7 litres par seconde et par kilomètre carré de bassin.